# 黃光男
黃光男（1944年2月15日－），筆名石坡:21，高雄人，臺灣水墨畫家、學者、藝術教育者。

## 生平

### 求學時期
黃光男1944年出生於高雄州鳥松（今高雄市鳥松鄉），家中務農，家境清貧。1957年就讀高雄縣立小港初級中學（今高雄市立小港國民中學），三年級（1960年）時受到當時的美術代課老師蔣青融（1922-2015）啟發開始學習水墨畫:19-20。1960年保送省立屏東師範學校（今國立屏東教育大學）普通科，並且受到白雪痕（1919-1971）老師的教導與影響:28-30。師範學校畢業（1963年）後，被分發到高雄市鼎金國小任教。三年後（1966年），考進國立臺灣藝專（今國立臺灣藝術大學）美術科:41-42，受教於李梅樹、傅狷夫、金勤伯、施翠峰、林書堯等人:80。
1969年自藝專畢業，隔年於高雄市壽山國中任教，而在1972年轉赴立屏東師範專科學校擔任助教，後經歷講師、副教授等職，直至1985年才離開屏師:156。在此期間，黃氏也先後至高雄師範學院國文系（1977-1981）和國立臺灣師範大學美術系研究所（1982 -1985）就讀:50。黃氏持續的創作和展出，同時也關注藝文政策發展，發表評論與建議:46-50。曾獲得第二十屆中國文藝協會「文藝獎」（國畫類）（1979年）和第一屆「高雄市文藝獎章」（1982年）:156。在1990年至國立高雄師範大學國文系博士班就讀，於1993年取得博士學位。

### 職業生涯
1985年黃光男自臺灣師範大學美術系取得碩士學位後，1986年通過公務人員甲等特考（普通行政文教組），並獲聘臺北市立美術館館長（1986-1995），開啟藝術行政生涯:72-78。爾後經歷國立歷史博物館館長（1995-2004）:38、國立臺灣藝術大學校長（2004-2011）、總統府國策顧問（2010年、2014年）、行政院政務委員（2012-2014）、臺南市美術館董事長（2019-2020）等職:157-159。與此同時，黃氏的教學生涯也未曾中斷，分別在國立臺灣藝術大學、臺灣師範大學、國立中央大學、國立台南藝術學院、國立中興大學、元智大學等大專院校擔任專、兼任教授:66-67。
曾獲得教育部「文化獎章」（1988年）、法國藝術與文學軍官勳位（1988年）、臺灣省文藝作家協會「中興文藝獎」（水墨畫類）（1996年）、行政院新聞局「國際傳播獎章」（1999年）、中華民國畫學會「金爵獎」（美術教育）（2006年）、中國文藝協會「榮譽文藝獎章」（美術獎）（2006年），第45屆中山文藝創作獎（2010年）、總統府頒發二等景星勳章（2015年）、法國教育榮譽軍官勳位（2015年）、文化部第14屆「文馨獎」銀獎（2019年）、教育部第6屆「藝術教育貢獻獎」（2019年）等獎項:157-159。

## 爭議事件

### 性騷擾指控
2023年5月下旬起台灣各界掀起#MeToo運動，6月8日，黃光男被指控，在一次其擔任台灣美術館參訪團團長，至中國大陸參訪的交流活動中，於北京和上海對當時的參訪團秘書進行言語性騷擾。之後，多名受害者指控黃光男是性騷擾慣犯，如果未得逞就會打壓、公開指責、羞辱受害者，而有女學生意圖輕生。監察院曾經進行相關調查，但不了了之。記者致電黃光男，認為都是有心人士惡意抹黑。

## 著作
1985年起至2022年間，黃光男出版畫冊及《藝術開門：藝術教育10講》等論述著作達五十餘冊，詳細書目請參閱《前瞻·文墨·黃光男》:156-159。

## 外部連結
陳群芳， 優遊彩墨間─黃光男的藝想世界， 《台灣光華雜誌》